# 사쿠라이고촌
사쿠라이고촌(桜井郷村)은 니가타현 니시칸바라군에 설치되었던 촌이다.